# Кампания Цзо Цзунтана в Синьцзяне
Поход Цзо Цзунтана в Восточный Туркестан — военная кампания, проводившаяся войсками империи Цин в 1875—1878 годах и направленная в первую очередь против кашгарского хана Якуб-бека. Китайские войска возглавлял цинский генерал Цзо Цзунтан.
Общая численность китайских войск составляла, по некоторым оценкам, около 80 тысяч человек, однако только 20 тысяч из них участвовали в боевых действиях. Особое значение Цзо Цзунтан придавал взятию Урумчи, считая это ключевым условием победы в войне; город был взят китайскими войсками 17 августа 1876 года. Очередное широкомасштабное наступление, на этот раз на территории к югу от Урумчи, было начато 14 апреля 1877 года, войсками в нём командовал назначенный Цзо полководец Лю Цзуньтан; это наступление было трудным для китайской армии, проделавшей путь в сотни километров по пустыне в условиях острой нехватки воды. Тем не менее кашгарские войска терпели поражения по всей линии фронта, в мае 1877 года хан Якуб-бек был отравлен, а в октябре Кашгария окончательно распалась на несколько государств, что упростило её скорый захват Китаем, несмотря на активное вооружённое сопротивление в этой же местности отрядов Биянху. В итоге вся территория северо-запада Синьцзяна вошла в состав Китая.
В результате китайских побед границы Цинской империи вплотную подступили к Илийскому краю, занятому войсками Российской империи ещё в 1871 году. После длительных переговоров 24 февраля 1881 года между сторонами был подписан договор об Илийском крае, предусматривающий передачу этой территории Китаю. Другим результатом кампании стало появление народа дунган — ими стали мусульмане северного Синьцзяна, бежавшие в среднеазиатские владения России, спасаясь от китайской армии.

## См.также
- Китайско-непальская война